# Randy Savage
Randall Mario Poffo, besser bekannt als „Macho Man“ Randy Savage (* 15. November 1952 in Columbus; † 20. Mai 2011 in Tampa) war ein US-amerikanischer Wrestler. Poffo war vornehmlich während der 1980er Jahre bis ins neue Jahrtausend einer der bekanntesten und populärsten Akteure im Wrestlinggeschäft. Er war der Sohn des Wrestlers Angelo Poffo und der Bruder von „Leaping“ Lanny Poffo alias The Genius, der ebenfalls im Wrestling tätig war. Viele Jahre stand ihm seine Ehefrau Miss Elizabeth als Managerin zur Seite. Während seiner Karriere erhielt Poffo zweimal den höchsten Titel der World Wrestling Federation (heute WWE) sowie viermal den höchsten Titel von World Championship Wrestling.

## Sportlicher Hintergrund
In Ohio geboren, wuchs Poffo in Downers Grove, Illinois, einem Vorort Chicagos auf und besuchte dort die High School. Nach seinem Collegeabschluss 1971 begann er in den Farm-Systemen der Minor League Baseball zu spielen. Er war Catcher für die Zweitligateams der St. Louis Cardinals, Cincinnati Reds und Chicago White Sox. Eine Armverletzung, die ihn zum Wechseln des Wurfarmes zwang, verhinderte jedoch einen möglichen Aufstieg in die Major League. Da sein Vater Angelo und sein Bruder Lanny im Wrestling tätig waren, versuchte auch er dort sein Glück. Nach Training durch seinen Vater gab er 1973 sein Debüt als maskierter Wrestler The Spider.

## Wrestling-Karriere

### Anfänge
Poffo änderte seinen Ringnamen in Randy „Macho Man“ Savage und trat mit seinem Vater sowie seinem Bruder in verschiedenen Territorien des Dachverbands National Wrestling Alliance auf. Um seinen Söhnen bei ihrer Karriere zu helfen, eröffnete Angelo Poffo mit International Championship Wrestling selbst eine kleine unabhängige Promotion, wo er diese pushte. Später wurde diese von Jerry Lawler aufgekauft und Poffo wechselte ebenfalls zu Lawlers Liga, der Continental Wrestling Association. 1984 heiratete er Elizabeth Ann Hulette (Miss Elizabeth), die als Kommentatorin bei ICW arbeitete.

### World Wrestling Federation (1985–1994)

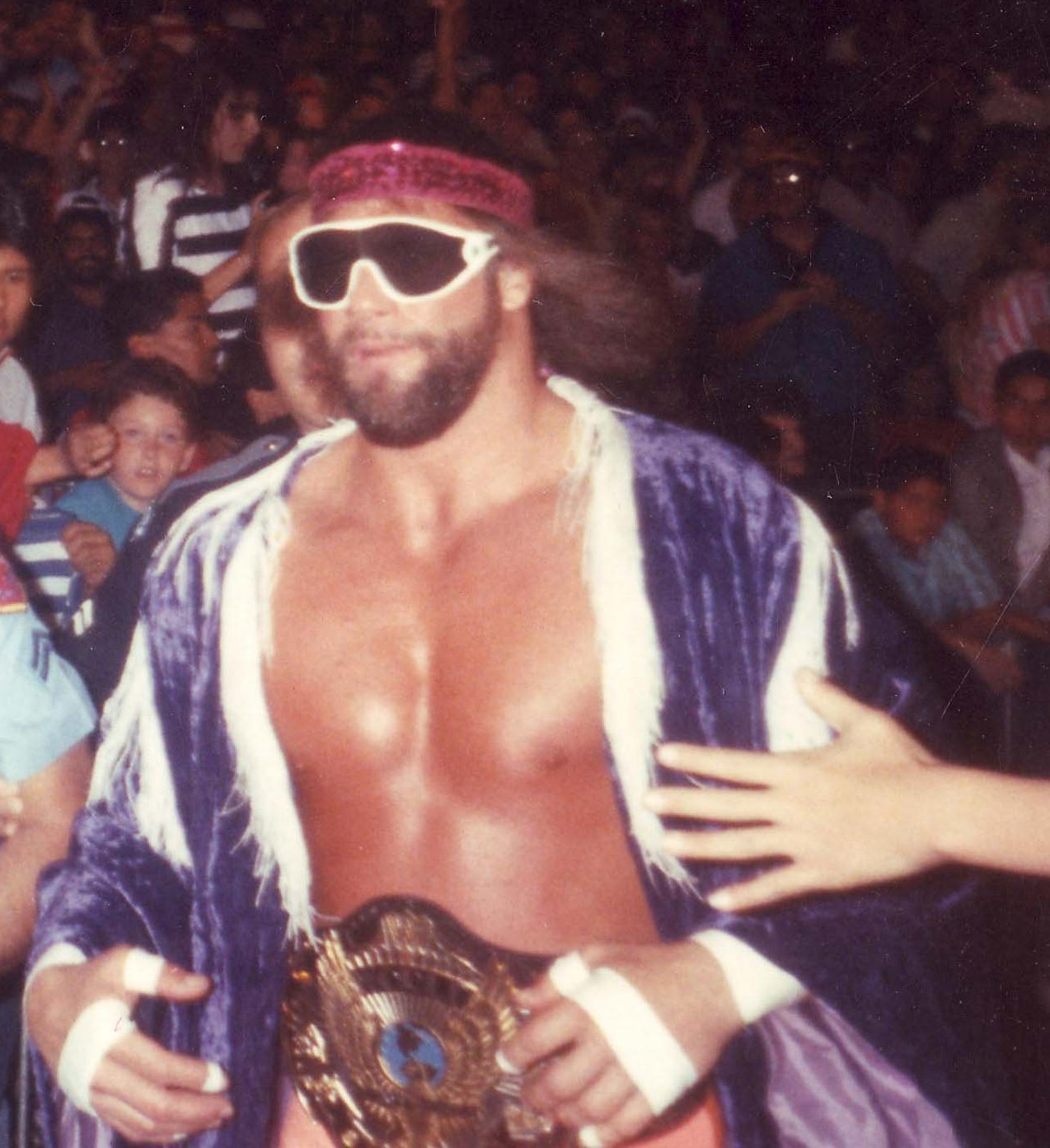
Randy Savage als WWF Champion.

Im Juni 1985 konnte Poffo schließlich einen Vertrag mit der aufstrebenden World Wrestling Federation erlangen und stellte wenig später Miss Elizabeth als seine Managerin vor. Zunächst war sein Charakter als Bösewicht angelegt und die Liga baute ihn für eine Regentschaft als WWF Intercontinental Champion auf. Am 8. Februar 1986 durfte er dann Tito Santana diesen Titel abnehmen und in der Folgezeit gegen mehrere Herausforderer verteidigen. Seine Regentschaft endete 1987 im Zuge eines Fehdenprogramms mit Ricky Steamboat bei einem als „Kampf des Jahres“ ausgezeichneten Match bei Wrestlemania III. Poffo war wegen seines unorthodoxen Stils, der sehr geprägt von Aktionen vom oberen Eckpfosten des Rings, wie zum Beispiel seinem Flying Elbowdrop war, bei den Fans sehr beliebt. Daher vollzog man einen Gesinnungswechsel zum Publikumsliebling.
Poffo gewann seinen ersten WWF-World-Heavyweight-Champion-Titel 1988 bei Wrestlemania IV. André the Giant hatte diesen Titel in der Storyline zuvor kampflos an den Million Dollar Man Ted DiBiase abgetreten, der daraufhin von der WWE als vakant angesehen und in einem 14-Mann Ausscheidungsturnier neu vergeben wurde. Savage durfte das Finale gegen DiBiase gewinnen und den Titel ein komplettes Jahr halten. Man bildete ein Team mit Hulk Hogan, woraus sich eine neue Storyline für einen Split des Teams ergab, die einen erneuten Gesinnungswechsel erforderte. Diese Fehde endete in einem Titelmatch um den WWF-Heavyweight-Titel 1989 bei Wrestlemania V, welchen Savage verlieren sollte. In der Folge benannte man Poffo in Macho King Randy Savage um und ließ ihn sich von seiner Managerin trennen. Er arbeitete in Programmen mit Dusty Rhodes und dem Ultimate Warrior. 1991 änderte man seinen Charakter wieder zu Macho Man Randy Savage; mit der Wiedereinstellung seiner Managerin wechselte er erneut zum Publikumsliebling. Seine zweite Titelregentschaft in der WWF begann im Jahr 1992, als er Ric Flair bei Wrestlemania VIII besiegen durfte. Er musste den Titel jedoch bald darauf wieder an Flair abgeben, da ein sich anbahnender Steroidskandal kleinere Wrestler, wie den übernächsten Titelträger Bret Hart, als Aushängeschilder der Liga erforderte.

### World Championship Wrestling (1994–2000)
In der WWF wurde Poffo fortan nur noch sporadisch als Wrestler eingesetzt, zumeist war er als Kommentator zu sehen. So war er mit Jim Ross und Bobby Heenan einer der Kommentatoren der Wrestlemania IX. Daher wechselte er 1994 in die WCW. Dort fing er zunächst ein Programm mit Ric Flair an, ab 1996 fehdete er wieder mit Hulk Hogan, der als Heel Anführer der NWO war. Im Februar 1997 wurde er selbst Mitglied dieser Gruppierung. In der WCW durfte er den damaligen WCW-World-Heavyweight-Championtitel 4-mal erringen.
Sein letzter WCW-Auftritt fand am 3. Mai 2000 bei einer Ausgabe von Thunder statt, als Savage zum Stable The Millionaire’s Club zurückkehrte, eine Gruppe bestehend aus Hulk Hogan, Ric Flair und anderen Veteranen. Obwohl Savage die Show beendet hatte und behauptete, er würde der Veteranengruppe dabei helfen, die junge New Blood-Gruppe auszuschalten, erschien er nicht mehr in der WCW.

### Total Nonstop Action Wrestling (2004–2005)
Zum PPV Victory Road von Total Nonstop Action Wrestling kehrte Savage zum Wrestling zurück. Sein Impact!-Debüt gab er am 19. November 2004, indem er Kevin Nash, Scott Hall und Jeff Jarrett konfrontierte. Beim PPV Turning Point trat er mit Jeff Hardy und AJ Styles, gegen Nash, Hall und Jarrett in einem Six-Man-Tag-Team-Match an, das er für sich entscheiden konnte. Dieses war auch zugleich sein letztes Wrestling Match. Beim PPV Final Resolution im Januar 2005 war ein Aufeinandertreffen von Savage und Jarrett geplant, bei dem es um die von Letzterem gehaltene NWA World Heavyweight Championship gehen sollte. Savage sollte diese Meisterschaft gewinnen und sie beim nächsten Pay-per-View-Event wieder an Jarrett verlieren. Am 18. Februar 2005 verließ er jedoch aus gesundheitlichen Gründen TNA Wrestling.

## Außerhalb des Wrestlings
Savage erschien Mitte der 90er Jahre in vielen Fernsehshows. Er erschien in einer Wrestling-Episode von Baywatch, die 1996 mit den anderen WCW-Wrestlern Hulk Hogan, Ric Flair, Big Van Vader und Kevin Sullivan ausgestrahlt wurde. 1999 erschien er in den beliebten Fernsehserien Walker, Texas Ranger und Mad About You.
Savage erschien in seinem ersten Kinofilm im Jahr 2000 und machte einen Auftritt als Macho Man-Figur in dem Film Ready to Rumble, in dem David Arquette in einer Sequenz gegen Savage an einer Tankstelle kämpft. Die bekannteste Filmrolle von Savage war 2002 in dem Film Spider-Man als der Wrestler Bonesaw McGraw, basierend auf der Comicfigur Crusher Hogan.
Savages denkwürdige Stimme verlieh ihm verschiedene Rollen für verschiedene Fernseh- und Filmprojekte. Er sprach den außerirdischen Ringer „Rasslor“ in den Shorts M für Monkey von Dexters Labor aus. Er gab auch seine Stimme in vielen anderen Shows, einschließlich der Stimme für „Gorilla“ in einer Episode von King of the Hill und der Stimme von Space Ghosts Großvater in einer Episode von Space Ghost Coast To Coast. Savage war die Stimme von „The Thug“, im Disneys Academy Award nominierten Trickfilm Bolt, der sein letzter Filmauftritt war. Savage nahm 2009 wieder die Rolle „The Thug“ für Super Rhino auf.
Im Jahre 2003 erschien sein Album Be A Man auf dem Label Big3 Records. Im Titelsong des Albums greift Savage seinen Wrestling-Kollegen Hulk Hogan mit derben Beleidigungen an.

## Tod
Poffo verunglückte am 20. Mai 2011 mit seinem PKW, mit dem er frontal gegen einen Baum fuhr. Er war sofort tot, während seine Beifahrerin, seine Ehefrau Barbara, nur leicht verletzt wurde. Schnell wurde bekannt, dass er einen Herzinfarkt erlitten hatte, jedoch blieb unklar, ob dieser vor oder nach dem Unfall eingetreten war. Das St. Petersburg Medical Examiner’s Office führte eine Autopsie durch. Am 3. Juni 2011 wurde bekanntgegeben, dass der Herzinfarkt vor dem Unfall eingetreten war und diesen somit verursacht hatte. Der Infarkt wurde durch eine Vergrößerung des Herzens sowie defekte Arterien ausgelöst. Poffo selbst wusste nichts von dieser Krankheit.
Der Tod von Poffo löste große Trauer bei Fans, Wrestlern und Offiziellen weltweit aus. Die WWE strahlte bei der RAW-Ausgabe vom 23. Mai 2011 ein Tributvideo aus, in dem die größten Momente seiner Karriere gezeigt wurden. TNA Wrestling hinterließ auf ihrer Website eine Nachricht, die mit zwei persönlichen Twitter-Einträgen von Hulk Hogan und Jeff Jarrett zu seinem Tod unterlegt waren.
Am 28. März 2015 wurde Poffo in seiner Rolle als „Macho Man“ Randy Savage in die Hall of Fame der WWE aufgenommen. Die Laudatio hielt sein Bruder Lanny Poffo.

## Wrestling-Erfolge
World Wrestling Federation
- Hall of Fame (Class of 2015)
- WWF Championship (2×)
- WWF Intercontinental Championship (1×)
- King of the Ring (1987)
- WWE WrestleMania IV (1988)

World Championship Wrestling
- WCW World Heavyweight Championship (4×)
- World War 3 (1995)